# Colonia Nueva, Nayarit
Colonia Nueva är en ort i Mexiko.   Den ligger i kommunen La Yesca och delstaten Nayarit, i den centrala delen av landet, 600 km nordväst om huvudstaden Mexico City. Colonia Nueva ligger 1 086 meter över havet och antalet invånare är 132.
Terrängen runt Colonia Nueva är bergig åt sydost, men åt nordväst är den kuperad. Terrängen runt Colonia Nueva sluttar norrut. Runt Colonia Nueva är det mycket glesbefolkat, med 3 invånare per kvadratkilometer. Närmaste större samhälle är San Miguel, 19,3 km norr om Colonia Nueva. I omgivningarna runt Colonia Nueva växer huvudsakligen savannskog.